# Блокпост «Республіка міст»
48°04′04″ пн. ш. 37°38′57″ сх. д. / 48.06778° пн. ш. 37.64917° сх. д.

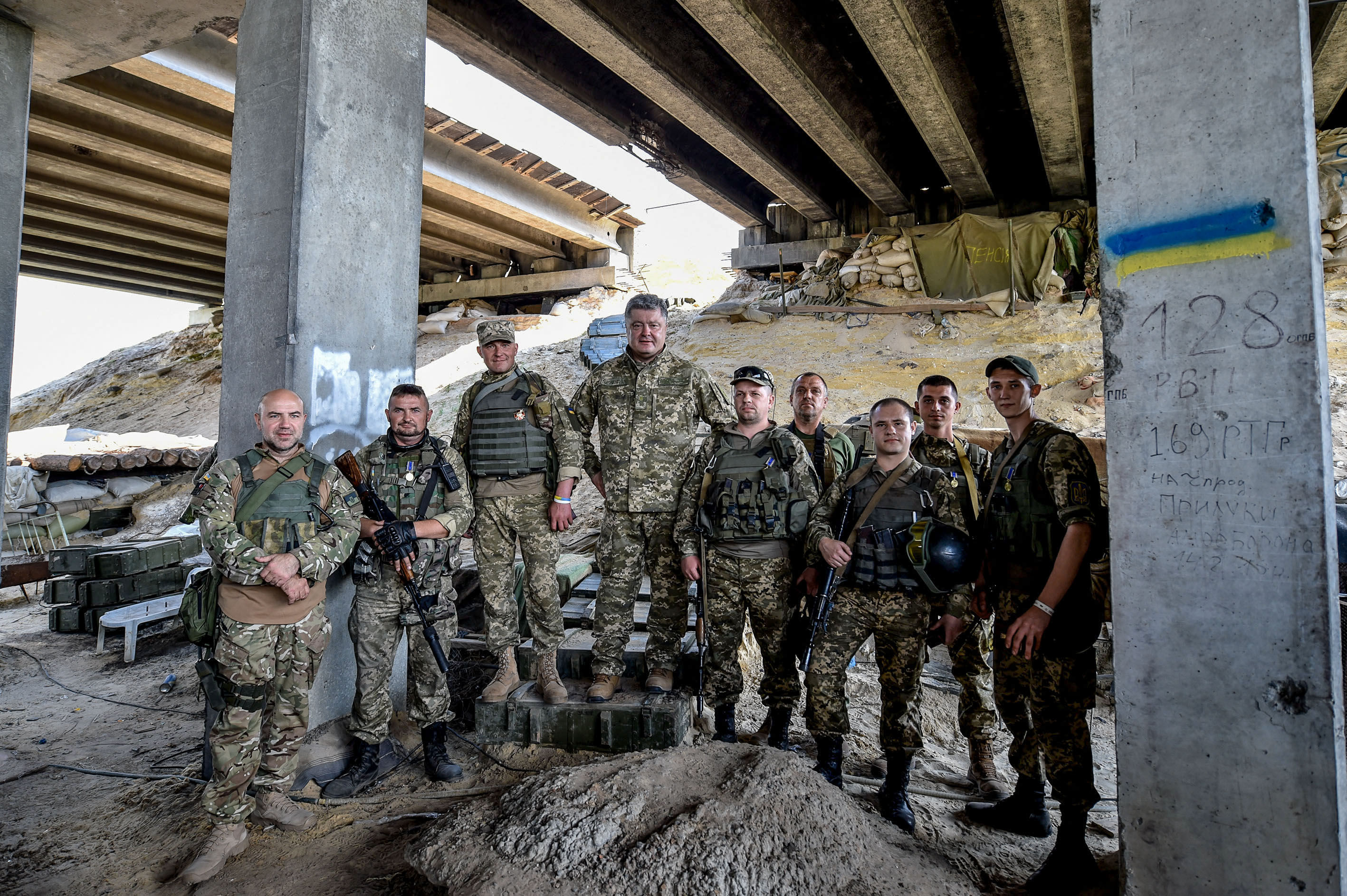
Петро Порошенко та українські військовики на блокпосту «Республіка міст»

Блокпост «Республіка міст» — передовий пост українських військ поблизу Пісків, відігравав важливу роль у обороні.
Недобудований міст, відбитий українськими військовими у терористів «батальйону „Восток“». Особливо важкі бої велися в грудні 2014-го при обороні Донецького аеропорту, тут перебували підрозділи 93-ї бригади та полку «Дніпро-1». Згодом бойовий рубіж утримувала 128-ма гірськопіхотна бригада, за 3,6 км починається злітна смуга аеропорту. Забезпеченням необхідним вояків займаються і волонтери.
24 червня 2016-го блокпост відвідав Президент України Петро Порошенко, де нагородив бійців 128-ї гірськопіхотної бригади.